# Supertribu
En biologia, la supertribu és la unitat sistemàtica entre la família i la tribu.
Aquest nivell de classificació nasqué per agrupar els gèneres d'una família concreta.
Nivells de classificació (de general a concret)
| Família    |
| Subfamília |
| Supertribu |
| Tribu      |
| Subtribu   |
| Gènere     |

(Els nivells obligatoris estan marcats en fons rosa)